# Munch-Museum Oslo

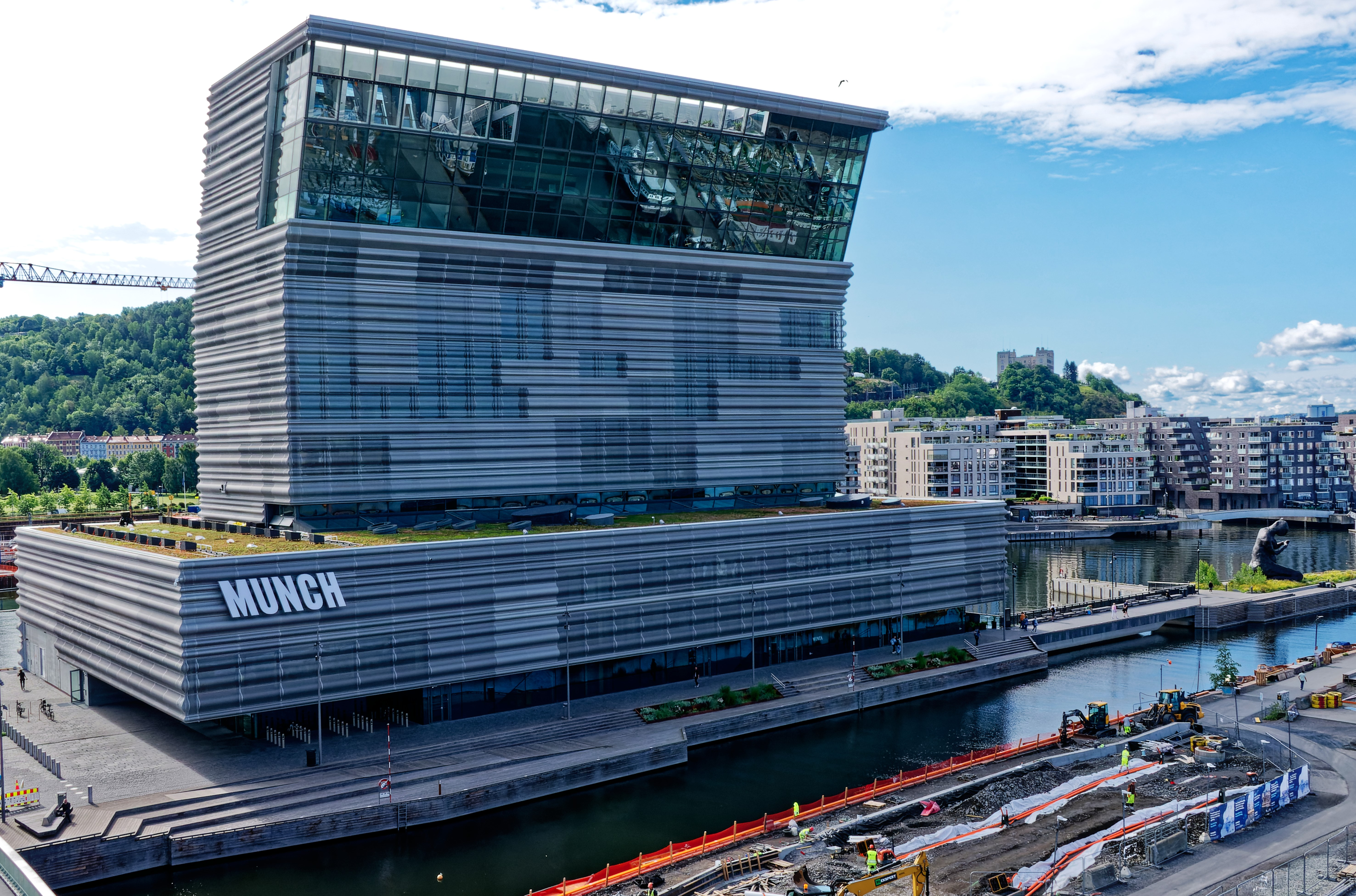
Munch-Museum (2023)

Das Munch-Museum (norwegisch Munchmuseet) – seit 2020 als MUNCH vermarktet – in Oslo, Norwegen, ist ein Kunstmuseum, das die nachgelassenen Werke Edvard Munchs enthält, die der weltberühmte Maler und Grafiker 1940 der Stadt Oslo vermachte. Mit gut 26 000 Quadratmetern und elf Ausstellungsgalerien auf dreizehn Stockwerken ist es eines der weltweit größten Museen, das nur einem einzigen Künstler gewidmet ist.

## Erste Gebäude

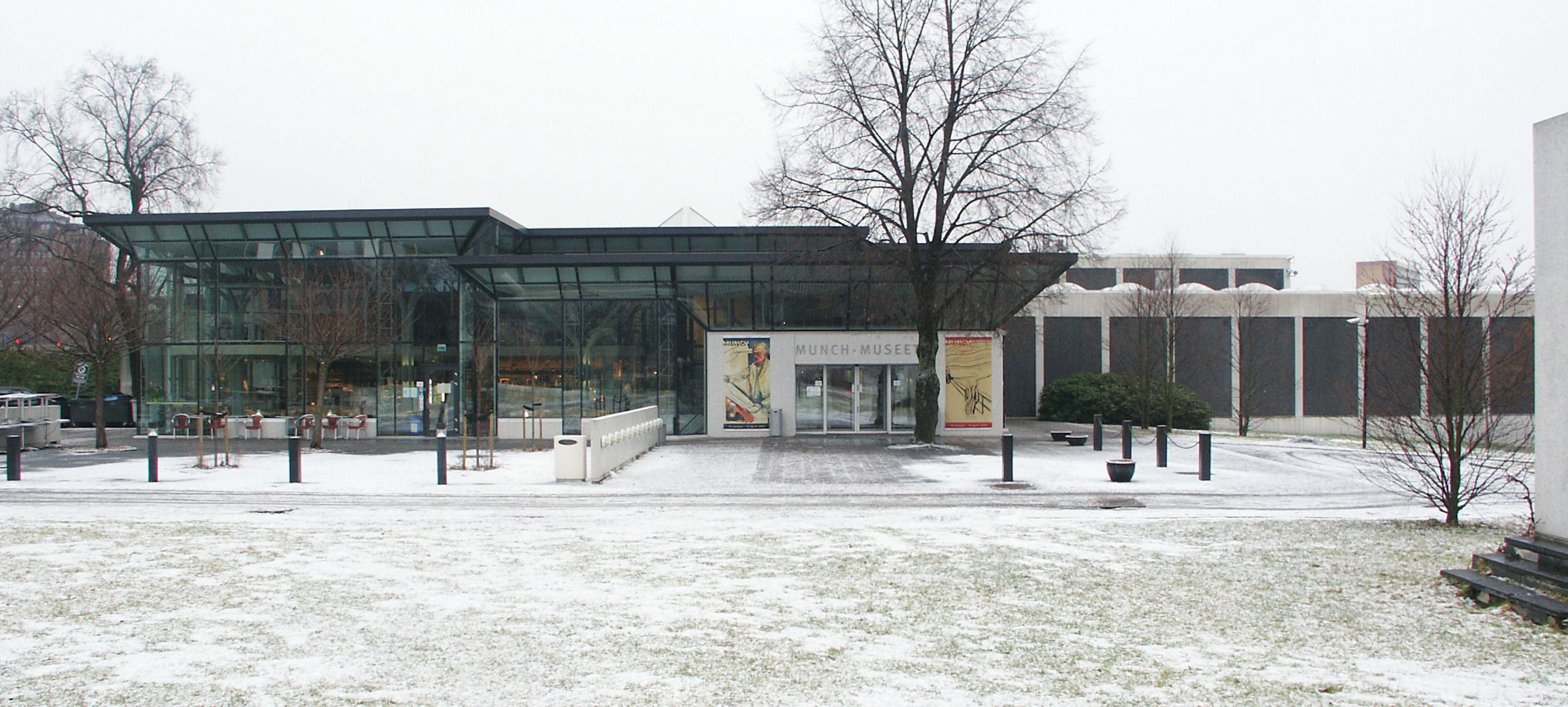
Altes Munch-Museum in Tøyen (2007)

Das Museum wurde am 29. Mai 1963 eröffnet, rund hundert Jahre nach der Geburt des Künstlers. Das Gebäude im Stadtteil Tøyen, Ostoslo, wurde von den Architekten Gunnar Fougnerud und Einar Myklebust entworfen. Myklebust war auch der Architekt eines Neubaus, der 1994 zu Munchs 50. Todestag eingeweiht wurde.
Das Museum umfasste Ausstellungsräume, Foto- und Konservierungsateliers, Büros, eine Bibliothek und Magazine. Zentral im Museum befand sich ein Vortragssaal, der auch für Ausstellungen, Konzerte, Theater und Filmvorführungen benutzt wurde.
Die Sicherheitsmaßnahmen, besonders um Munchs Gemälde Der Schrei, wurden wegen früherer Diebstähle verschärft.

## Neubau 2021
Der Neubau – mit dem Projektnamen Lambda – im neuen Stadtteil Bjørvika am Hafen, wurde nach mehreren Verschiebungen am 22. Oktober 2021 nahe dem Opernhaus Oslo eröffnet. Es ist ein 13-geschossiger Bau mit einer über die Osloer Bucht geneigten Glasfassade. Mit 26.313 m² Fläche ist es in etwa fünf Mal so groß wie das alte Munch Museum.
Die Stadt Oslo hatte 2008 den Architekturwettbewerb ausgeschrieben, den 2009 der spanische Architekt Juan Herreros mit seinem Büro Herreros Arquitectos gewann (heute Estudio Herreros). Für Entwurf und Bau war der aus Deutschland stammende Architekt Jens Richter verantwortlich, der sich bei seinen Planungen von Lambda inspirieren ließ, dem elften Buchstaben des griechischen Alphabets.

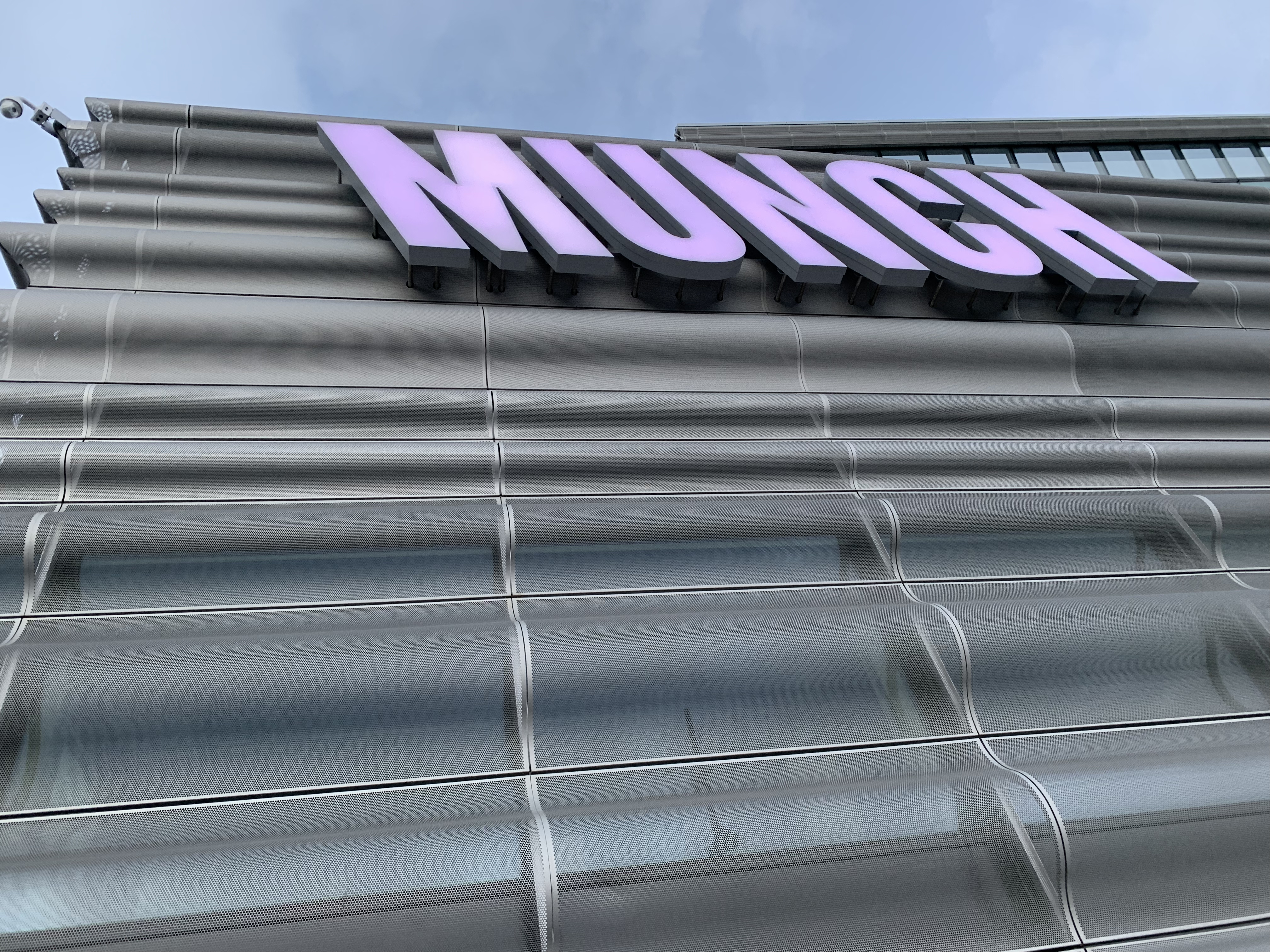
Fassade

Vor den Kommunalwahlen in Oslo im Jahr 2011 beschloss die Osloer Fortschrittspartei, das Projekt aus wirtschaftlichen Gründen nicht mehr zu unterstützen. Nach der Wahl im Dezember 2011 stimmte der Stadtrat von Oslo für die Einstellung des Projekts. Stattdessen wollte der Stadtrat eine Verbesserung des derzeitigen Museums oder die Verlegung der Sammlung in die Nasjonalgalleriet in Erwägung ziehen. Im Mai 2013 beschloss der Stadtrat von Oslo schließlich, das Projekt wieder aufzunehmen und das Museum an seinen neuen Standort am Wasser neben der Osloer Oper zu verlegen. Die Bauarbeiten begannen im September 2015.
Viele der architektonischen Entscheidungen waren klimabedingt. Das Gebäude besteht aus recyclierbarem Beton und ist mit wellenförmigen Platten aus recyceltem Aluminium verkleidet, die unterschiedliche Transparenzgrade aufweisen. Das Gebäudeäußere ist so konzipiert, dass es das Sonnenlicht abhält und reflektiert, um eine stabile Innentemperatur zu gewährleisten. So verursachen diese Bauart und die verwendeten Materialien 50 % weniger Emissionen als vergleichbare Gebäude.
Das neue Museum wurde wegen seines Designs vielfach kritisiert und wegen seiner Fassade als die größte Leitplankensammlung der Welt bezeichnet.

## Die Sammlung

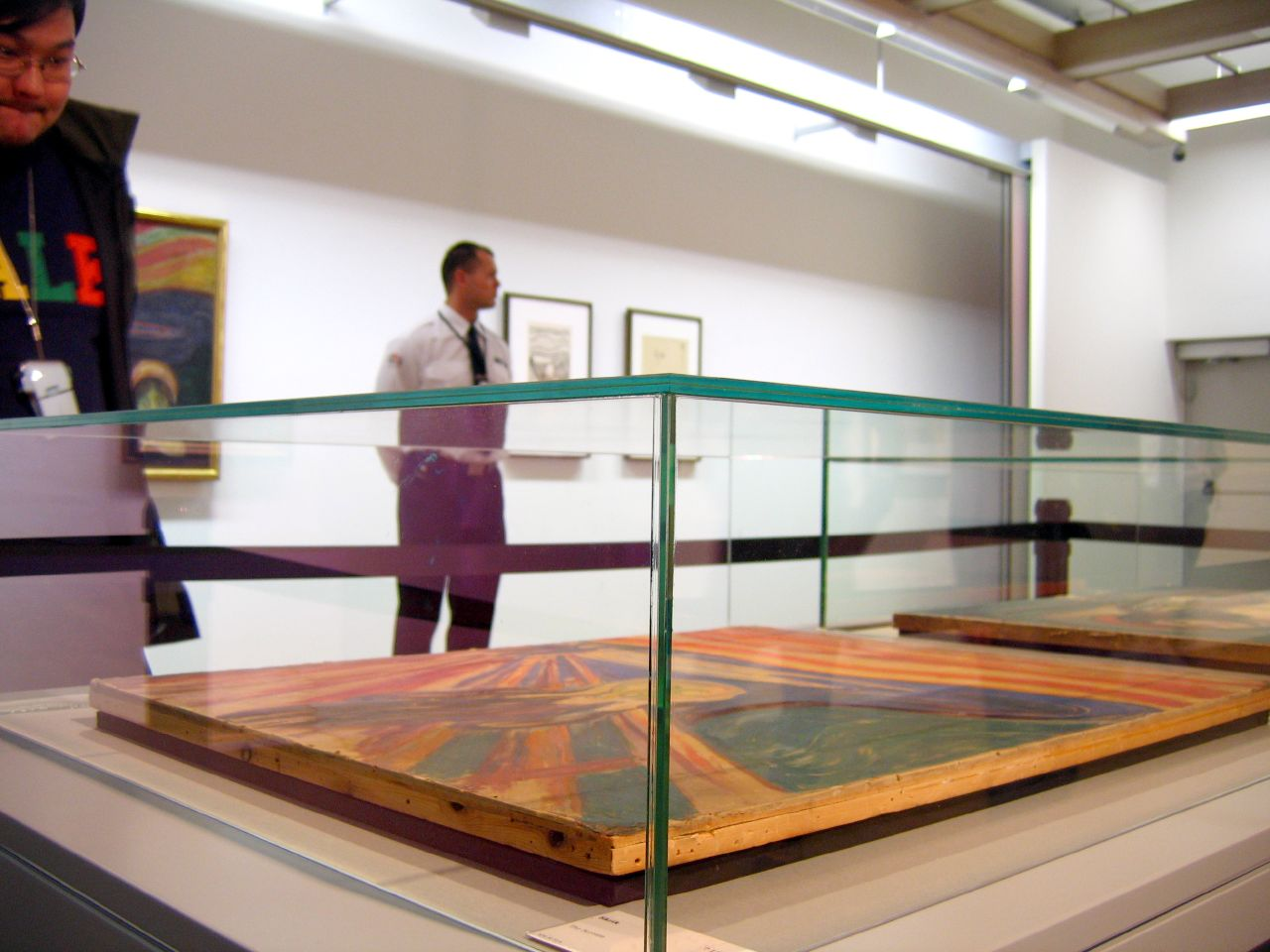
Oslo 2006, zwei Jahre nach dem letzten Diebstahl und den schweren Beschädigungen. Strenge Sicherheit für das Bild Der Schrei im Munch-Museum.

Edvard Munchs Vermächtnis an die Stadt Oslo umfasste etwa 1100 Gemälde, 15.500 grafische Blätter von 700 Motiven, 4700 Zeichnungen sowie sechs Skulpturen. Dazu kamen fast 500 Druckplatten, 2240 Bücher, Notizbücher, Dokumente, Fotografien, Werkzeug, Requisiten und Möbel. Dem Museum wurde Munchs umfassende Briefsammlung, zusammen mit einer erheblichen Anzahl Originalwerke, die vorwiegend den 1880er-Jahren stammen, später von seiner Schwester Ingrid Munch überlassen.
Dieses und andere Schenkungen haben neben Tauschgeschäften dazu beigetragen, dass sich gut über die Hälfte der Gemälde Munchs, sämtliche seiner grafischen Motive und alle existierenden Druckplatten im Besitz des Museums befinden. Die Sammlungen des 2015 geschlossenen Stenersen-Museums befinden sich heute ebenfalls im Munch-Museum. Damit bietet das Munch Museum Oslo international hervorragende Voraussetzungen für Sonderausstellungen und weltweite Ausstellungstätigkeit.
Mit der Bibliothek und den Magazinen stellt das Museum auch für Wissenschaftler und Studenten wichtige Informationsquellen bereit.
Von 1993 bis 2001 leitete der Munch-Forscher Arne Eggum das Museum. Seit 2010 ist Stein Olav Henrichsen Direktor.

Auswahl der Sammlung
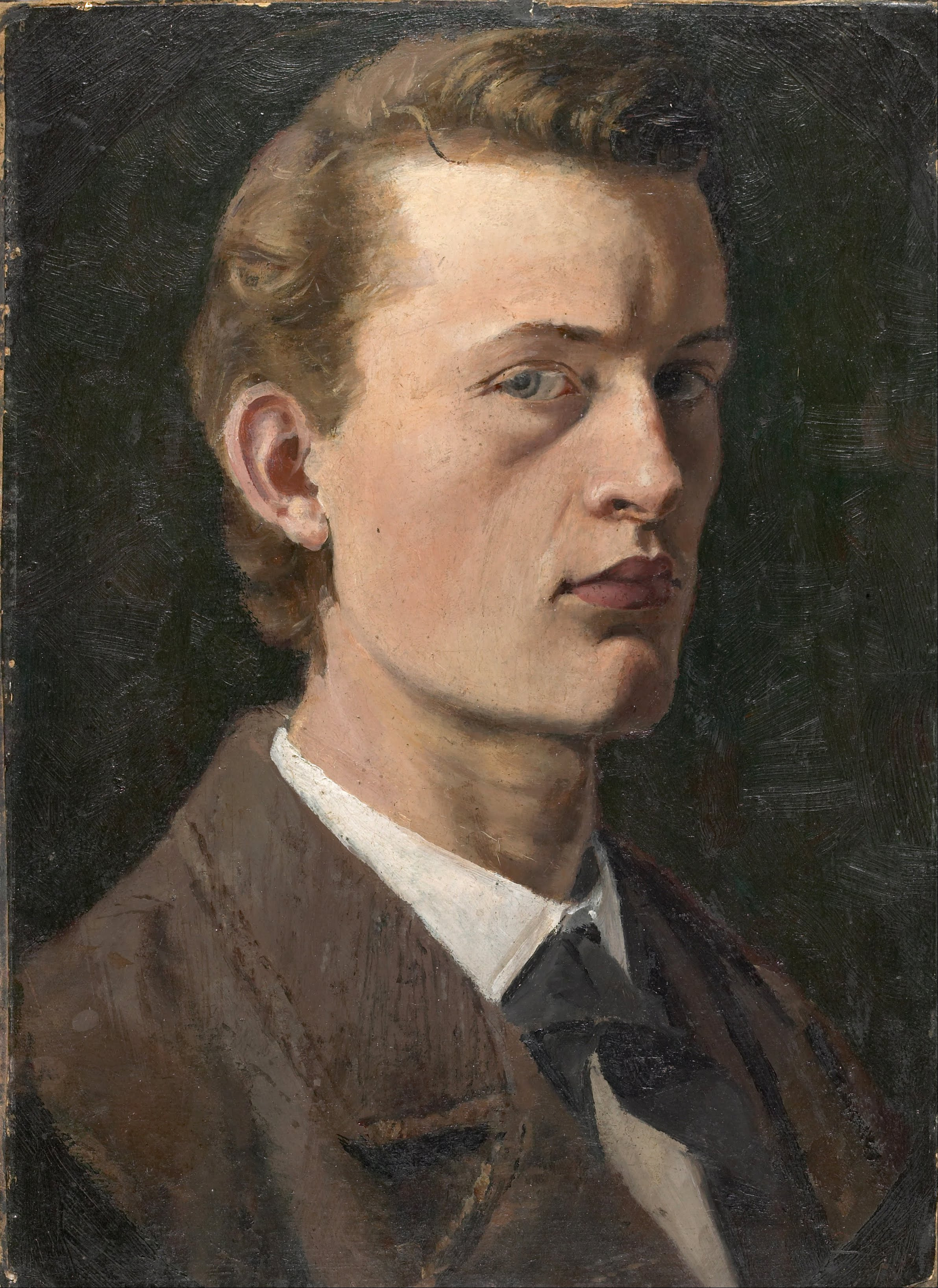
Selbstbildnis (1882)
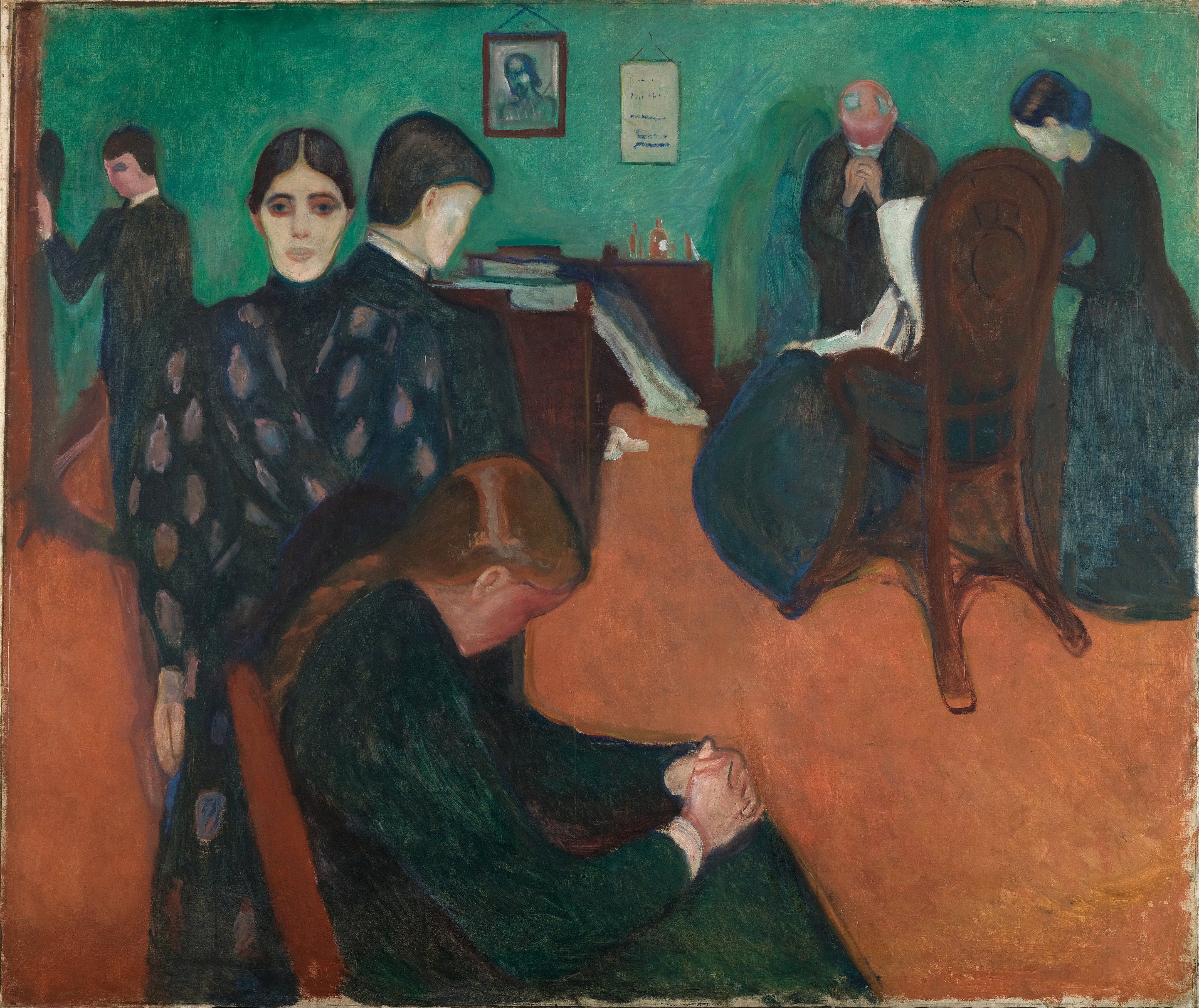
Der Tod im Krankenzimmer (1893)
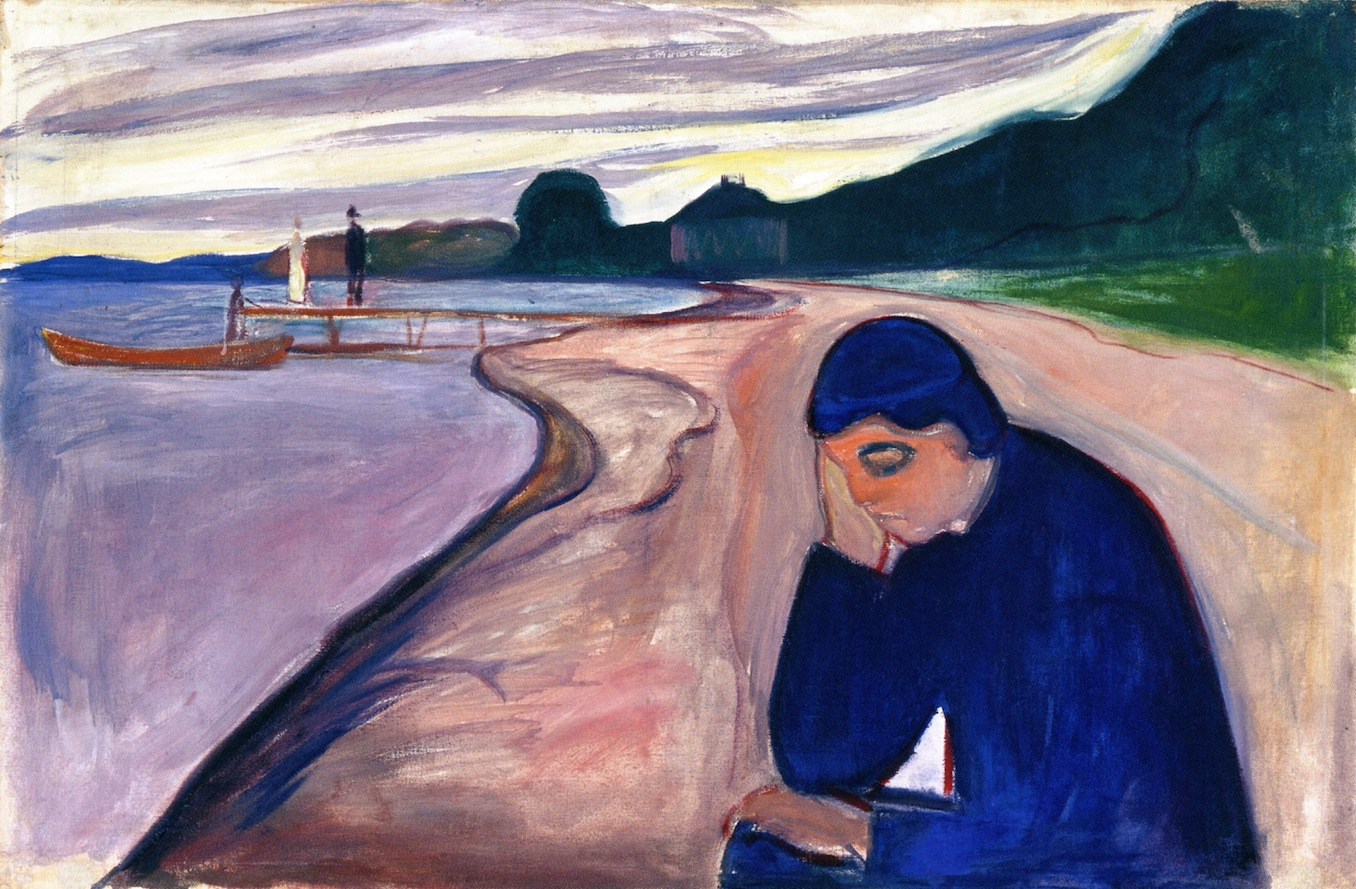
Melancholie (1893)
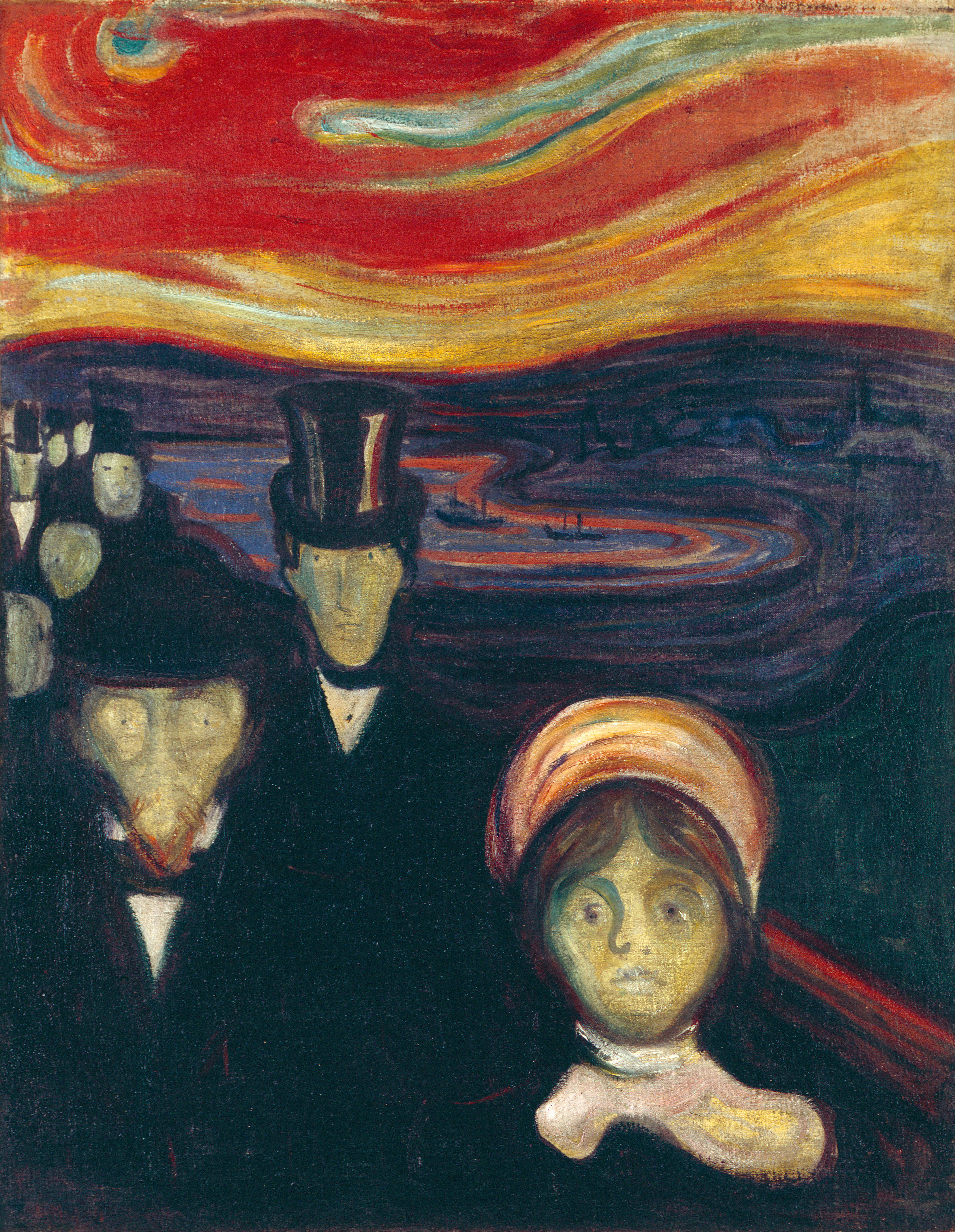
Angst (1894)
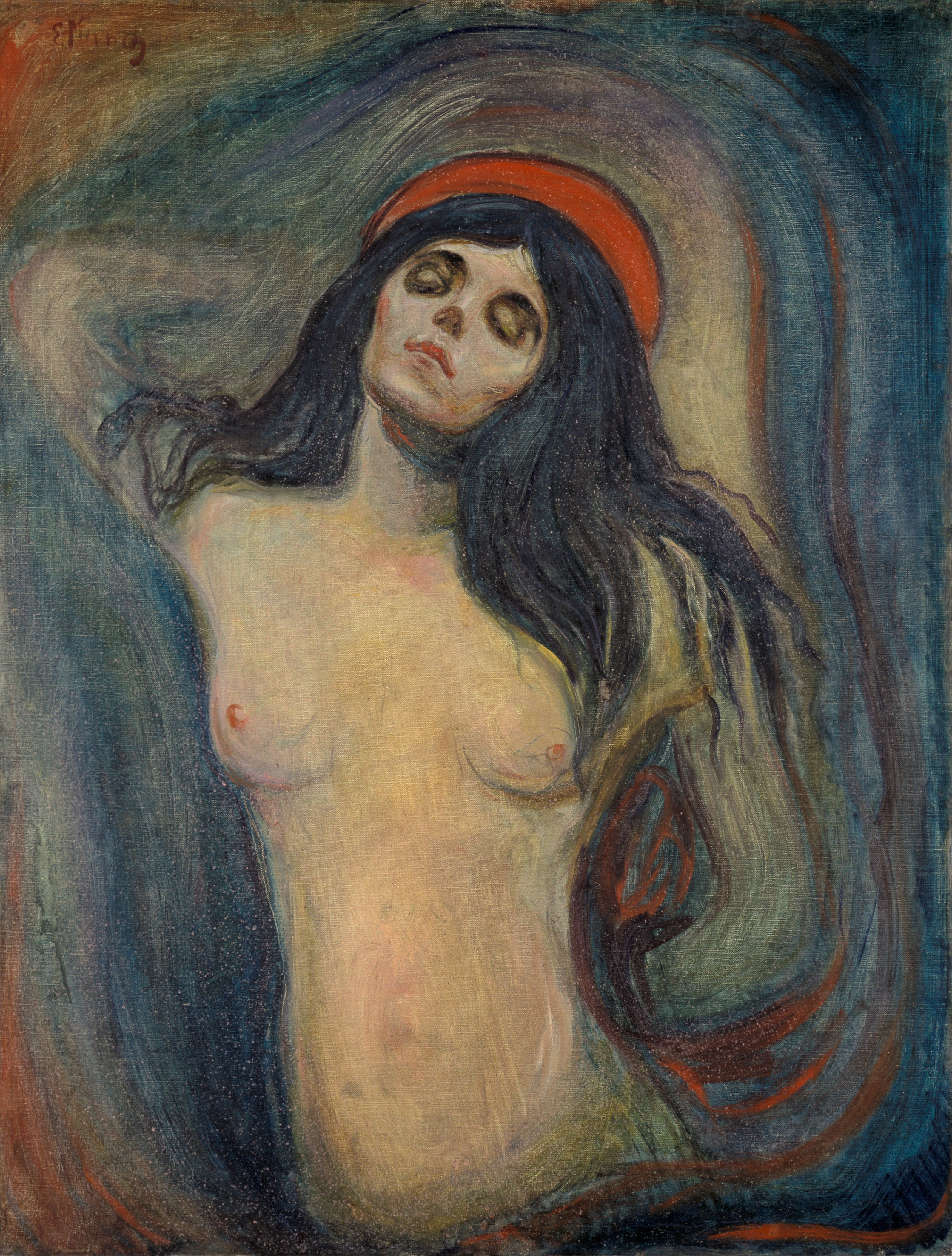
Madonna (1894)
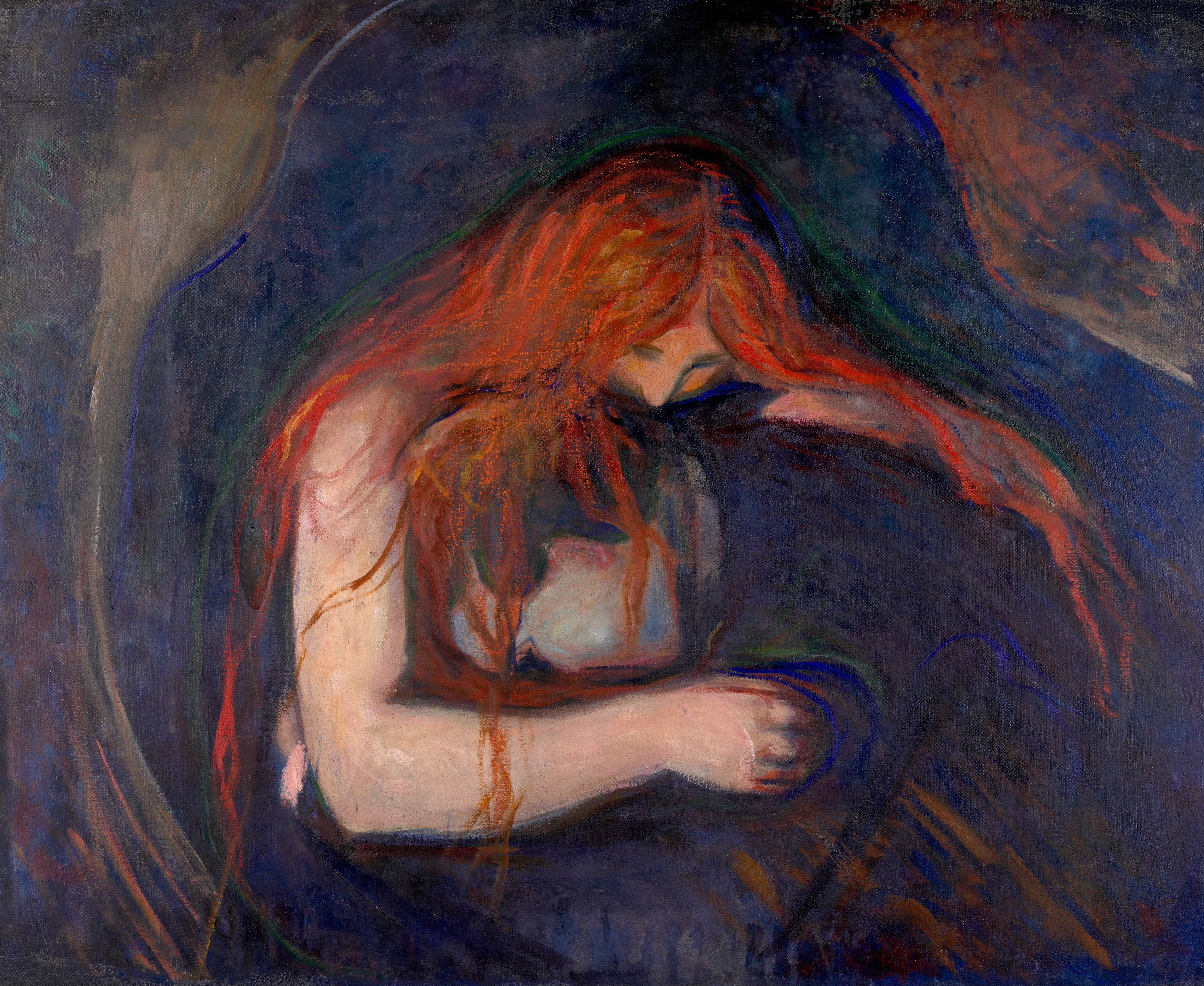
Vampir (1895)
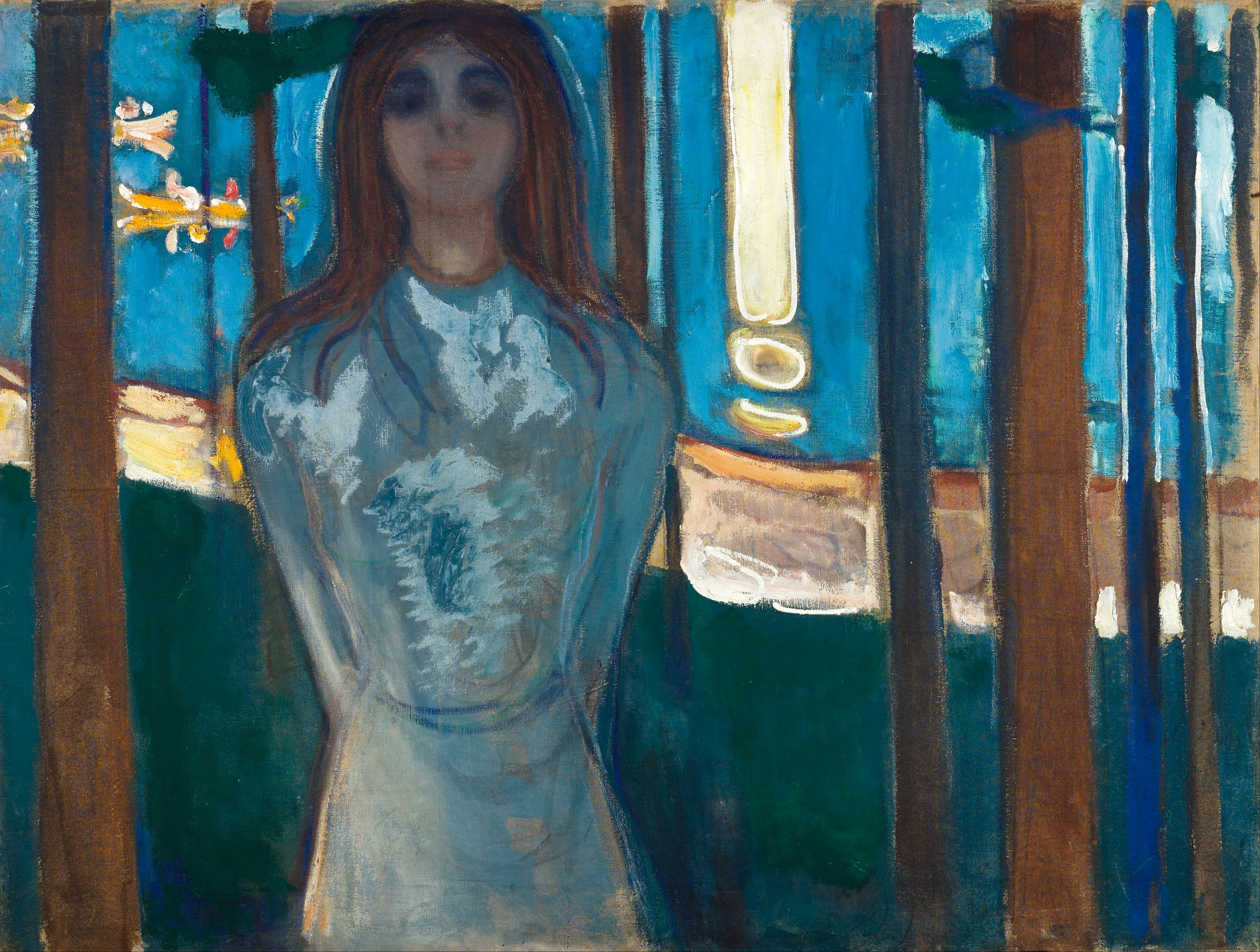
Die Stimme (1896)
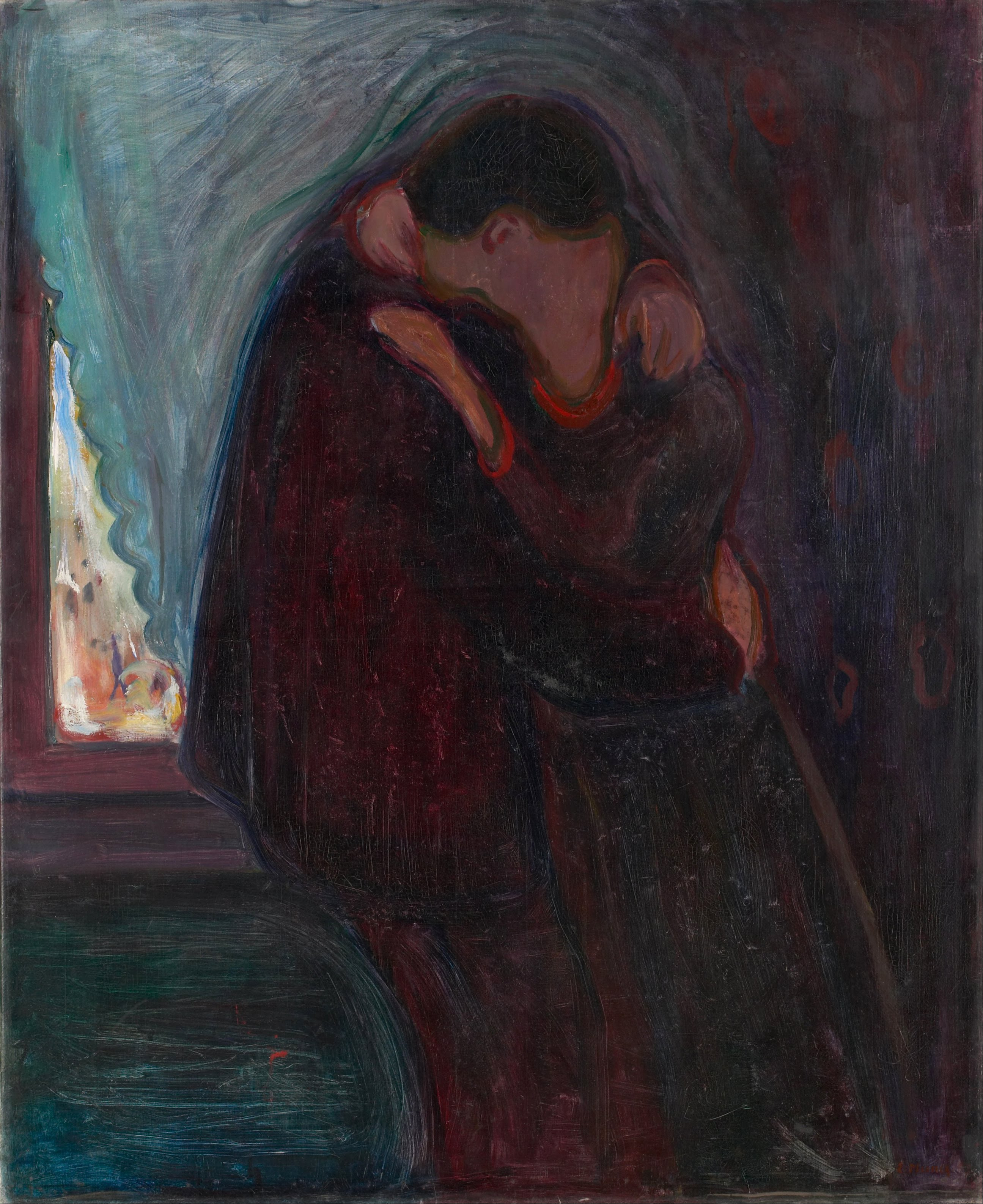
Der Kuss (1897)
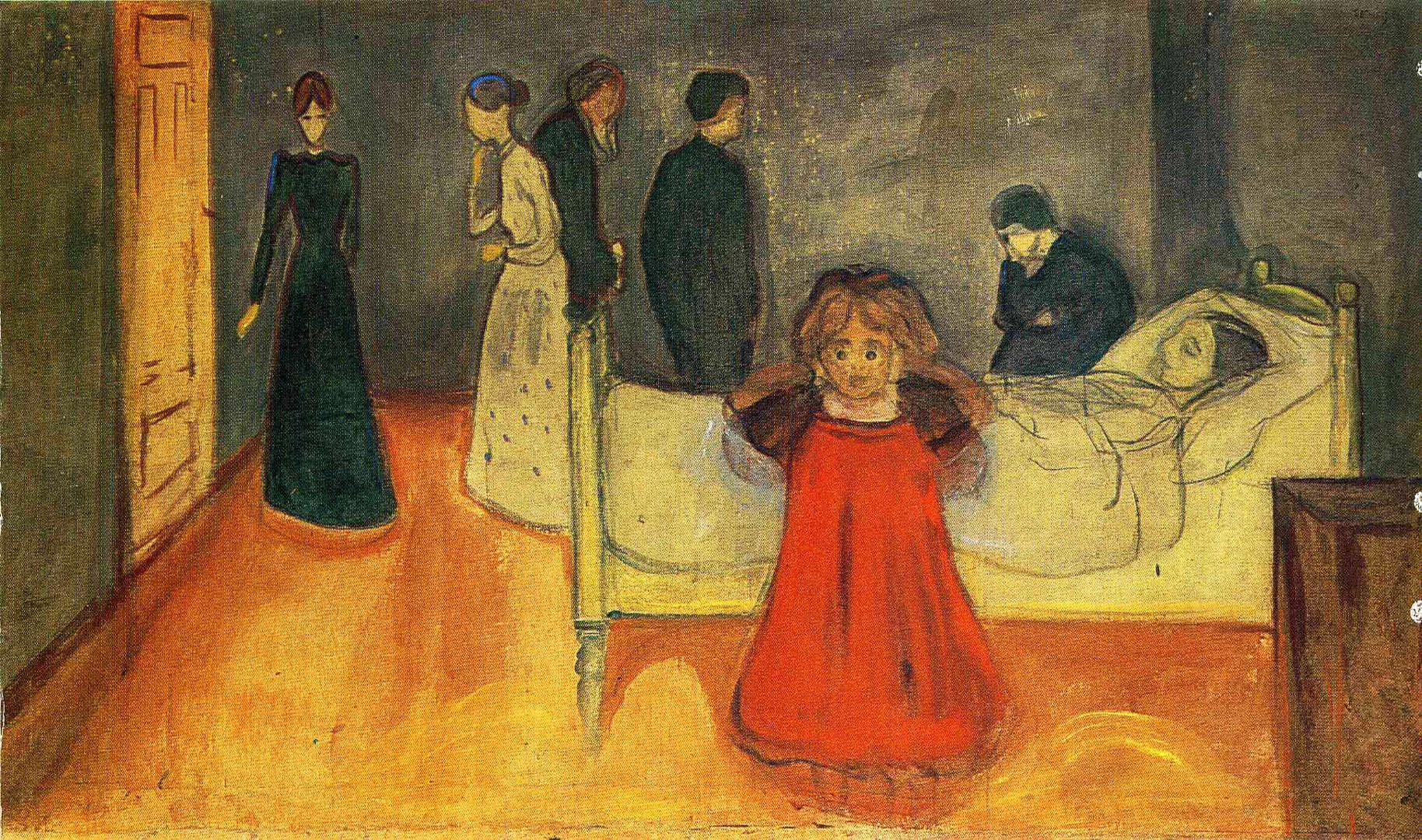
Tote Mutter und Kind (1897/1899)
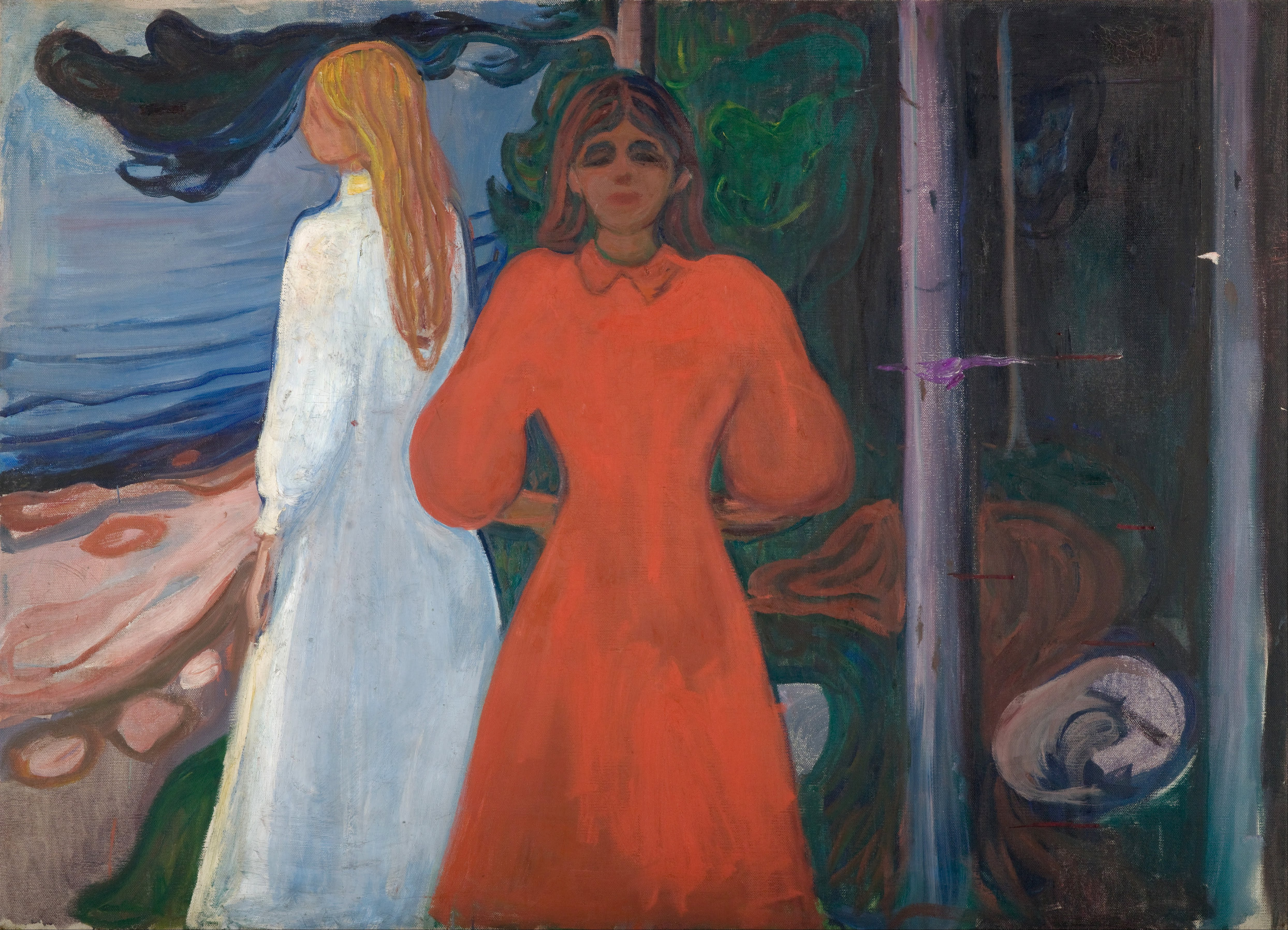
Rot und Weiß (1899/1900)
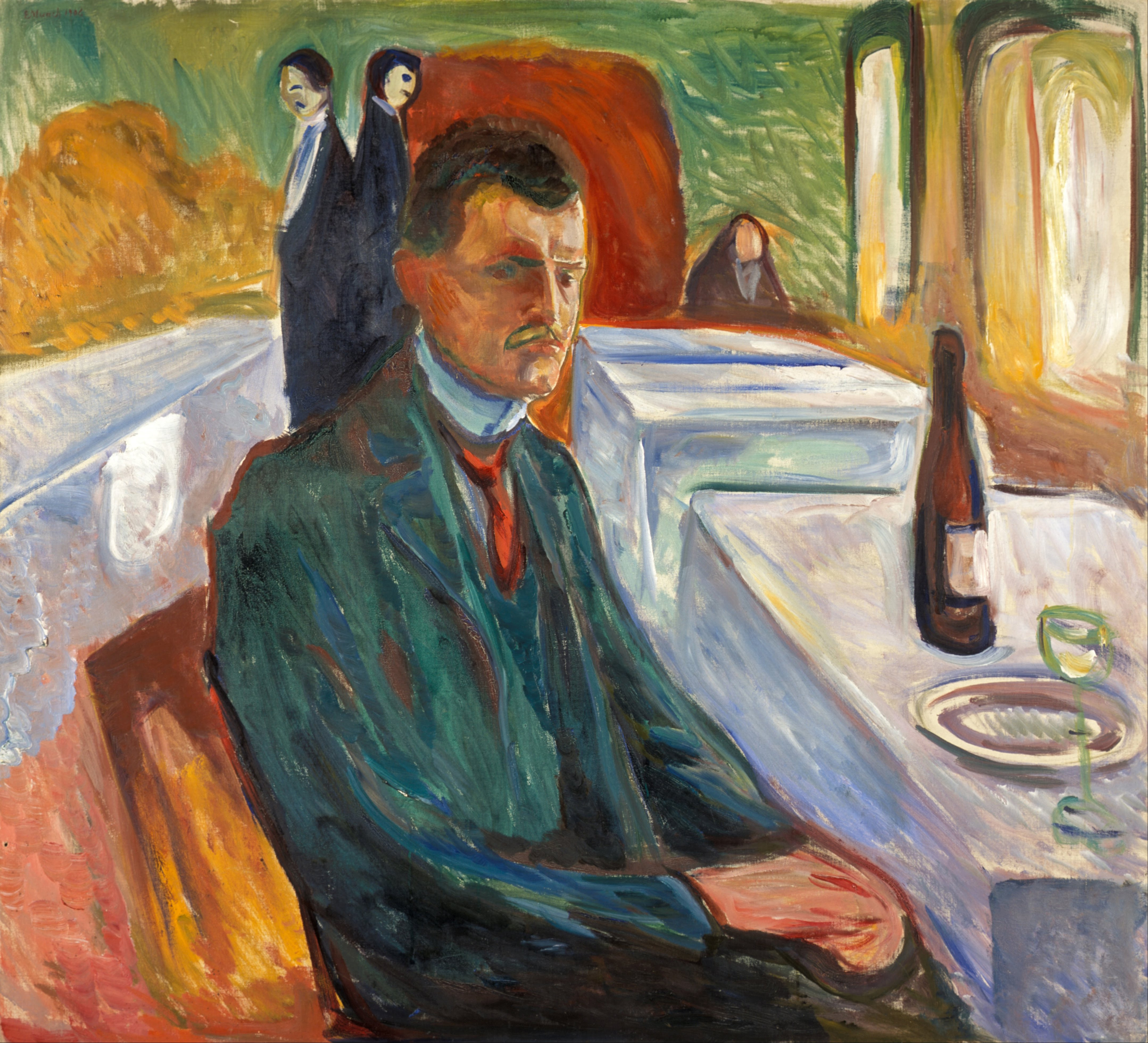
Selbstbildnis mit Weinflasche (1906)
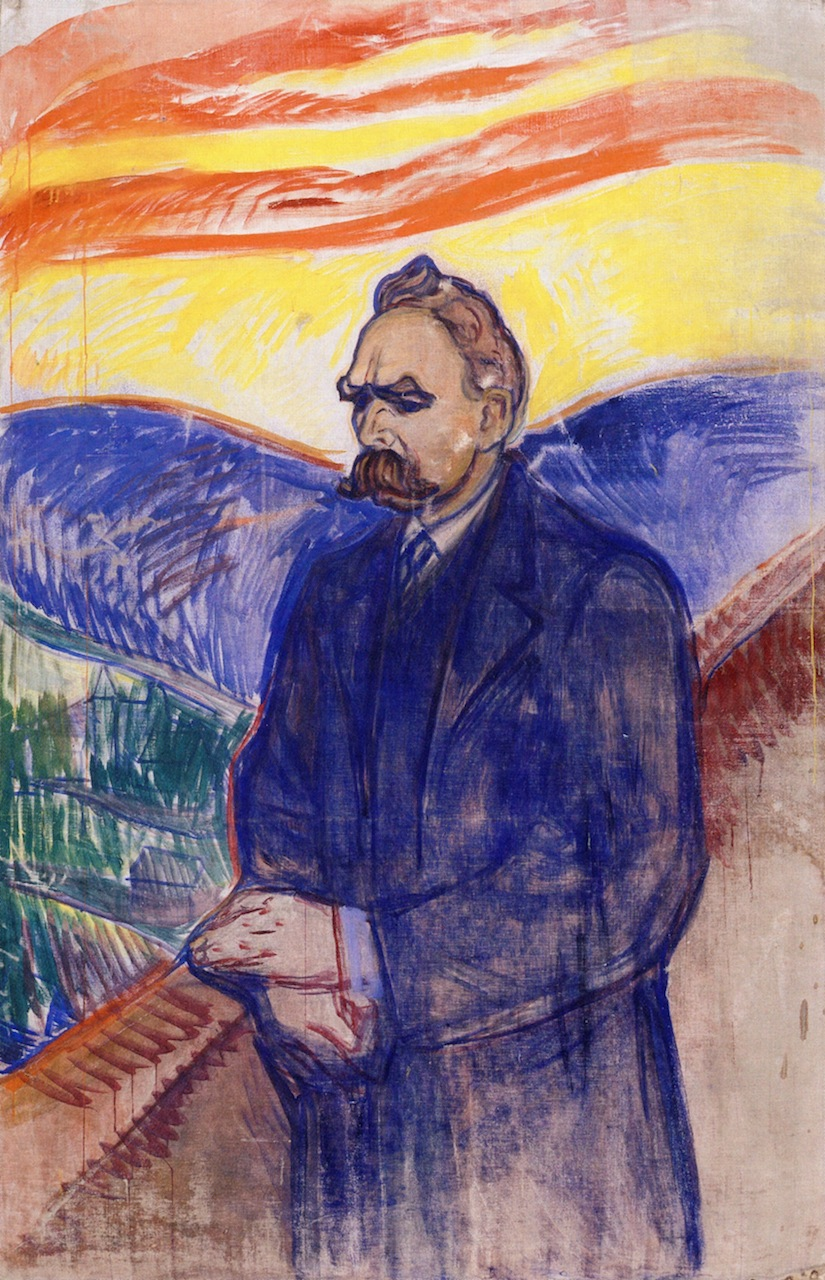
Porträt Friedrich Nietzsche (1906)
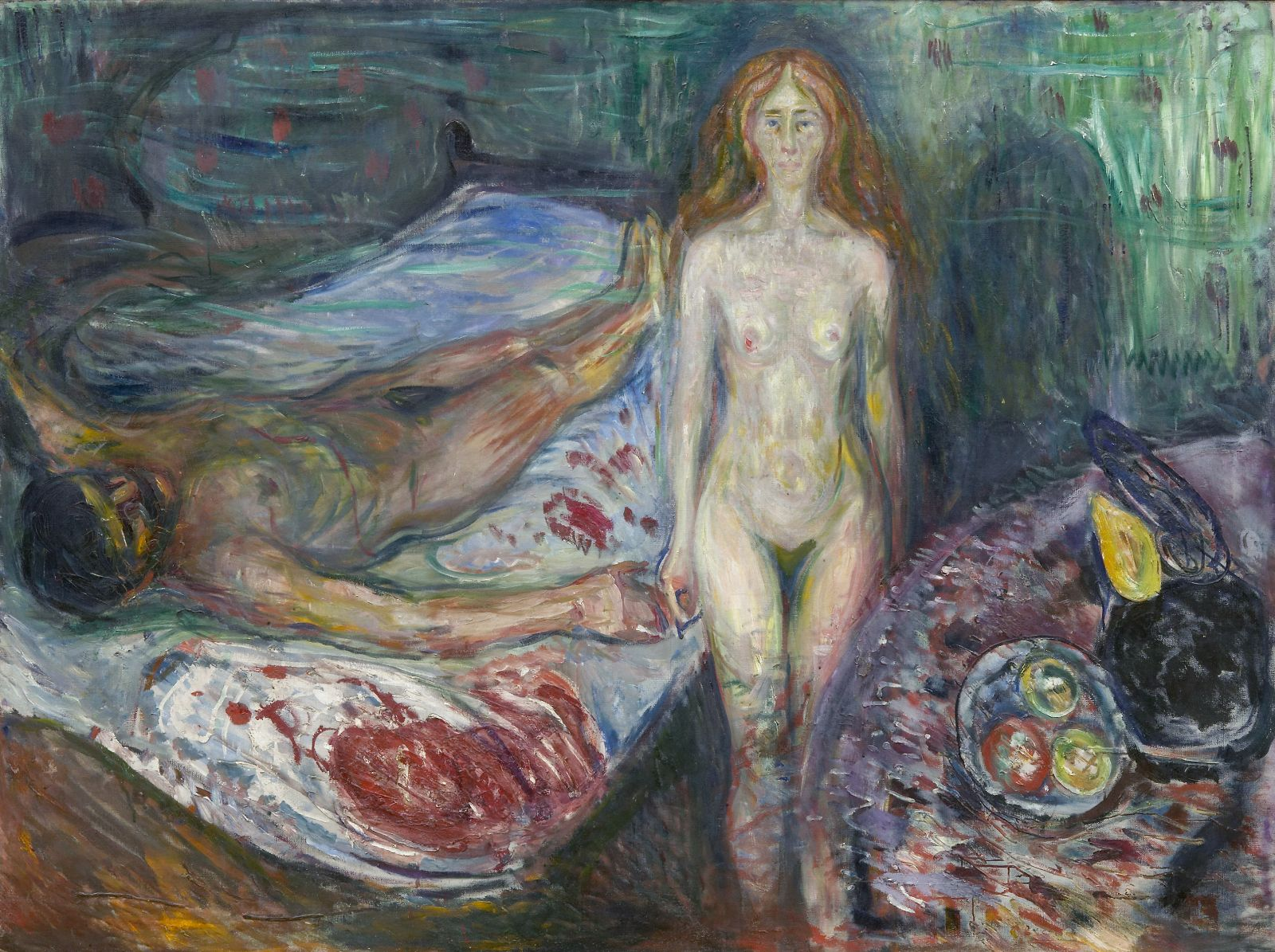
Marats Tod (1907)
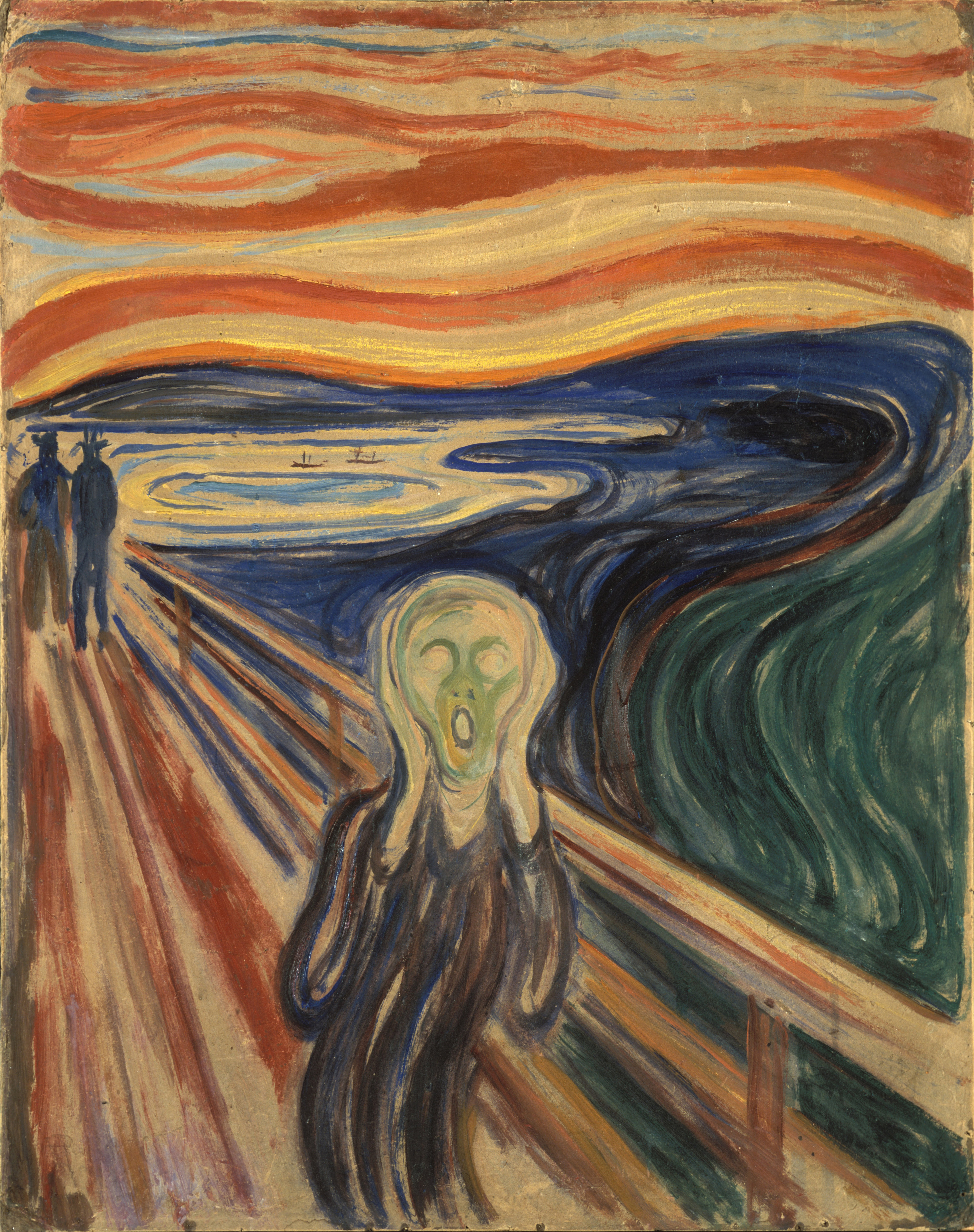
Der Schrei (1910)
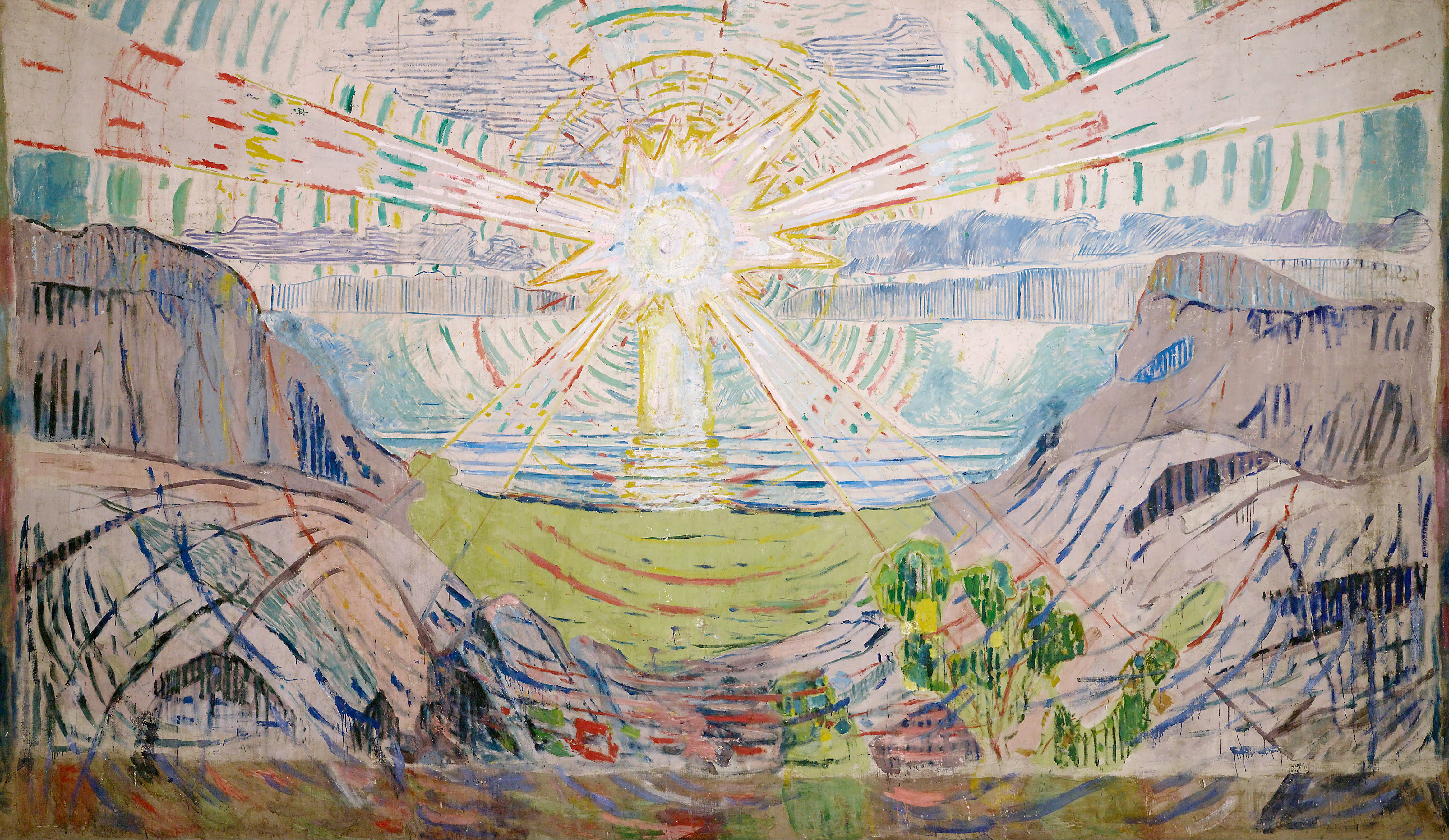
Die Sonne (1910/1911)
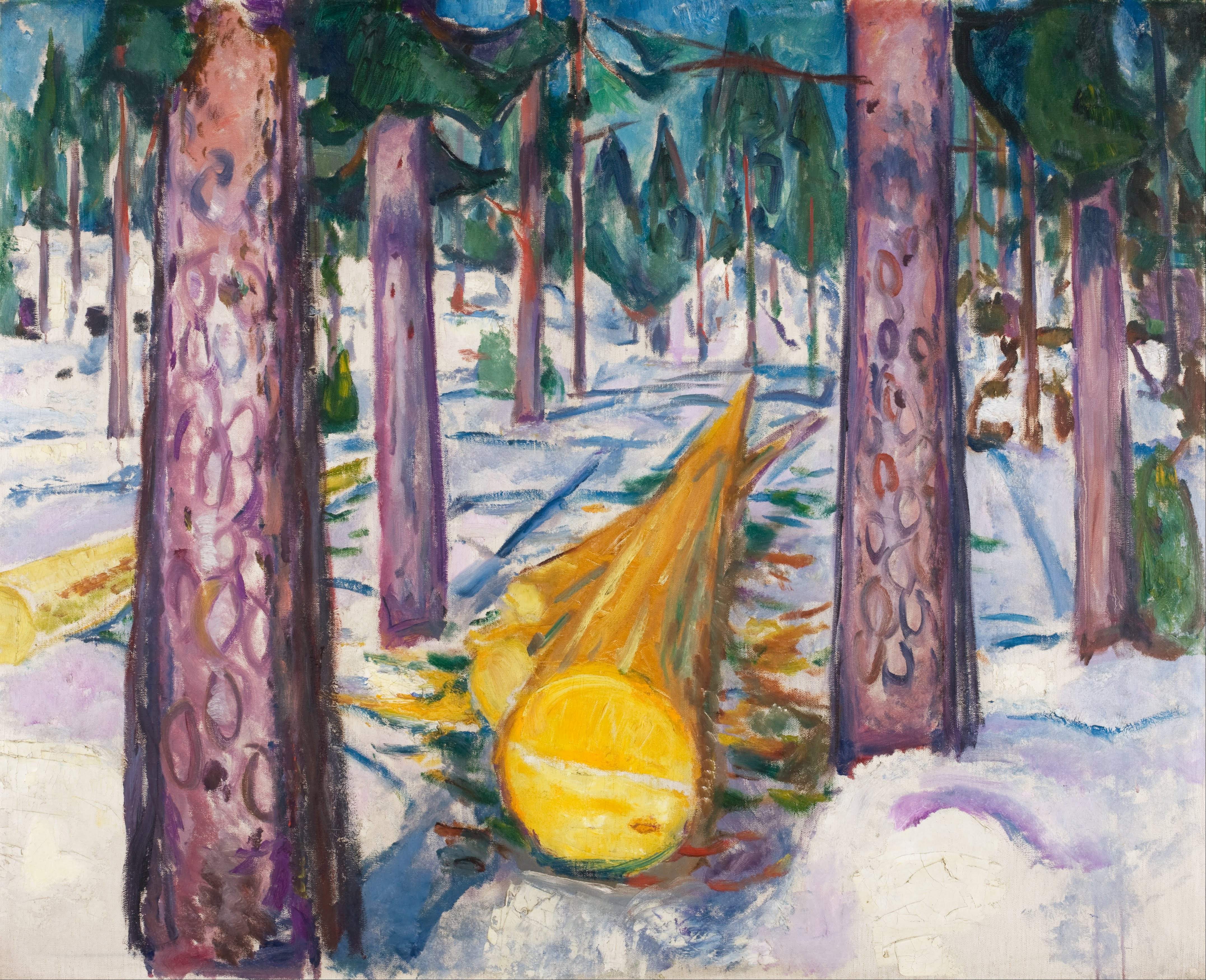
Der gelbe Baumstamm (1912)
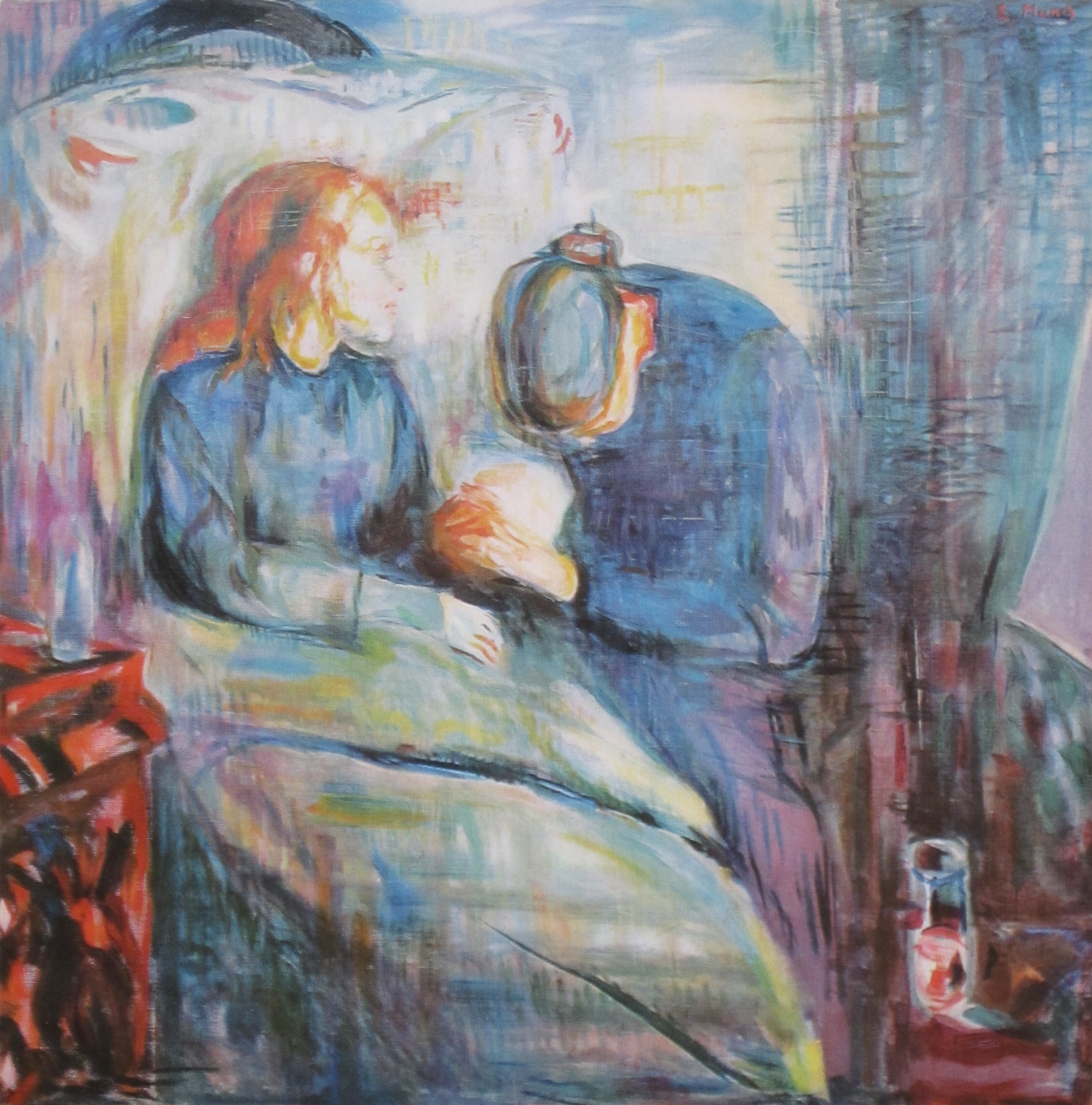
Das kranke Kind (vor 1925)

Zu weiteren Gemälden in der Sammlung siehe die Liste der Gemälde von Edvard Munch.